# Историко-филологический факультет Московского университета
Историко-филологический факультет Московского университета — один из исторических (в хронологическом смысле) факультетов Московского государственного университета.

## История создания
В соответствии с первым Уставом Московского университета на философском факультете должно было быть четыре профессора, в том числе «профессор истории для показания истории универсальной и российской, також древностей и геральдики».

### Словесное отделение
Во вновь принятом Уставе университета 1804 года было зафиксировано появление отделения (факультета) словесных наук, в рамках которого преподавались:
- Красноречие[2],
- Стихотворство и язык Российский,
- Греческий язык и Греческая Словесность,
- Древности и Язык Латинский,
- Всемирная История,
- Статистика и География Российского Государства,
- Восточные языки,
- Теория изящных искусств и Археология.

Каждый из этих предметов составлял по штату особую кафедру. Для новых языков: французского, немецкого и английского было назначено три лектора. В 1811 году была создана кафедра славянской словесности.
В 1810—1811 годы деканом словесного отделения был Буле Иоганн Готтлиб Герхард, в 1811—1813 — Н. Е. Черепанов, в 1813—1814 и 1834—1836 годах — М. Т. Каченовский, в 1814—1816 и 1817—1818 — Р. Ф. Тимковский, в 1816—1811 — М. Г. Гаврилов, в 1819—1820 и 1821—1828 — А. Ф. Мерзляков, в 1831—1832 — А. В. Болдырев.
В это время отделение университета окончили братья Перовские (Алексей и Лев), К. Калайдович, И. Снегирёв, И. Давыдов, М. Дмитриев, А. Кубарев, П. Строев, Ф. Тютчев, А. Скальковский, Ф. Кони.
В 1831—1832 годах словесное отделение насчитывало 160 студентов (преобладали разночинцы), самые известные — В. Г. Белинский, И. А. Гончаров, Е. Е. Барышев, Н. В. Станкевич. Профессорами были — А. В. Болдырев (восточные языки — востоковедение), И. И. Давыдов (история русской литературы), Н. И. Надеждин (1832—1835, теория изящных искусств и археология), П. В. Победоносцев (риторика). Теорию изящных искусств и археологию, сверх этого, российскую словесность, а также всеобщую историю и статистику преподавал М. Т. Каченовский. С 1834 года курс всеобщей словесности читал адъюнкт С. П. Шевырёв.

### Историко-филологическое отделение
По Уставу университета от 26 июля 1835 года было образовано 1-е отделение (историко-филологическое) Философского факультета, которое включало кафедры:
1. философии,
2. греческой словесности и древности,
3. римской словесности и древности,
4. истории и литературы славянских наречий (российская словесность и история российской литературы),
5. всеобщей истории,
6. российской истории,
7. политической экономии и статистики,
8. восточной словесности.

С 1843 по 1847 год деканом был И. И. Давыдов; в 1847 году утверждён С. П. Шевырёв, занимая этот пост до 1855 года.
Кафедру российской истории в 1835—1844 годы возглавлял М. П. Погодин; в 1855—1869 — С. М. Соловьёв.
Трёхгодичный университетский курс был заменён на четырёхгодичный; на последнем курсе студенты разделялись по трём специальностям: классическое, историческое и славяно-русское. Известные выпускники этого периода: К. С. Аксаков (1837); Ф. И. Буслаев, М. Н. Катков и Д. С. Кодзоков (1838); П. М. Леонтьев и М. А. Стахович (1841); А. Ф. Фет (1844); Т. И. Филиппов (1848).
С 1845/46 учебного года М. Н. Катков стал читать на втором курсе 1-го отделения логику, а со следующего года на первом курсе ещё и психологию, а затем и историю философии.

### Историко-филологический факультет
В январе 1850 года историко-филологическое отделение стало самостоятельным факультетом и к уже существовавшим кафедрам были добавлены:
1. кафедры сравнительной грамматики индоевропейских языков,
2. истории всеобщей литературы,
3. церковной истории.

Министерским распоряжением от 16 января 1852 года, по сообщению С. П. Шевырёва, «разрешено открыть в составе Историко-Филологического факультета Московского Университета кафедру Восточных языков: Санскритского, Еврейского, Арабского, Персидского, для желающих заниматься оными».
Весной 1855 года деканом был избран Т. Н. Грановский, после смерти которого 13 лет деканом был С. М. Соловьёв (1856—1869). В 1869—1873 годах деканом избран П. Д. Юркевич; затем Н. А. Попов трижды избирался деканом факультета (1873—1876, 1877—1880 и 1882—1885); в 1876 году деканом был Н. С. Тихонравов (до избрания его в 1877 году ректором университета).
Этот период дал множество известнейших выпускников:
- историков — сначала, Д. И. Иловайский, В. И. Герье, В. О. Ключевский; затем — Н. И. Кареев, П. Г. Виноградов, М. С. Корелин и Р. Ю. Виппер;
- филологов — Н. С. Тихонравов, А. Н. Веселовский, Л. И. Поливанов, Ф. Е. Корш, Ф. Ф. Фортунатов, А. И. Соболевский; критик и философ В. В. Розанов.

В августе 1884 года был утверждён новый университетский Устав, по которому на факультете была учреждена кафедра географии и этнографии, которую возглавил Д. Н. Анучин. В это период лекции читали: В. И. Герье — по новой истории, П. Г. Виноградов — по истории Греции, Ф. Е. Корш — по классической филологии, Н. Я. Грот — по психологии, В. О. Ключевский — по русской истории, М. С. Корелин — по древней истории семитического Востока; практические занятия по древнегреческому языку вёл С. И. Соболевский.
Хотя факультет готовил историков и филологов, на нём велась основательная философская подготовка: на 1-м курсе (1895/1896 уч. год) М. М. Троицкий читал логику, Л. М. Лопатин — историю древней философии, С. Н. Трубецкой для желающих вёл семинарий по древней философии; на 2-м курсе — Н. Я. Грот читал курс психологии, С. Н. Трубецкой — философию Отцов Церкви, а М. М. Троицкий вёл семинарий по психологии; на 3-м курсе Л. М. Лопатин читал историю новой философии и вёл семинарий по этой дисциплине, А. С. Белкин читал историю средневековой философии, а Н. Я. Грот для студентов классического отделения вёл курс «Платон и Аристотель».
Деканами факультета были: Г. А. Иванов (1885—1887, 1894—1899), В. О. Ключевский (1887—1889), М. М. Троицкий (первый срок 1880—1884 годы, второй — 1889—1891 годы, третий — 1893—1894), А. В. Никитский (1906—1908), М. К. Любавский (1909—1911), А. А. Грушка (1911—1918).
Многие выпускники конца XIX века стали известными общественными деятелями: П. Н. Милюков, А. И. Гучков, Ф. В. Татаринов, С. Д. Урусов, П. Д. Долгоруков, А. Д. Самарин, В. А. Маклаков с братом Николаем, В. Н. Львов. Среди выпускников также: философ С. Н. Трубецкой; литературоведы М. О. Гершензон, В. М. Фриче, А. С. Орлов; филолог М. М. Покровский; историки А. А. Кизеветтер, М. Н. Покровский, Ю. В. Готье, С. А. Котляревский.

### После 1917 года
3 марта 1919 года Наркомпрос РСФСР принял постановление об открытии в университетах факультетов общественных наук (ФОНов). В ФОН 1-го Московского университета вошло историческое отделение историко-филологического факультета, а также некоторые кафедры упраздненного юридического факультета; историко-филологический факультет стал именоваться филологическим — произошло окончательное разделение филологии и истории.
В послереволюционный период преподавание филологических наук в Московском университете проходило в следующих подразделениях: 
- 1919—1924 — на филологическом отделении факультета общественных наук.
- 1924—1931 — на этнологическом факультете МГУ.
- 1931—1941 — в Московском институте философии, литературы и истории.
- с 1942 года — на филологическом факультете.

В декабре 1941 года в период эвакуации в Ашхабаде Московский институт философии, литературы и истории (МИФЛИ) вошёл в состав Московского университета, в результате чего возник филологический факультет МГУ. В июне 1943 года состоялась реэвакуация факультета в Москву.

## Комментарии
1. ↑  Фактически, вместо философии преподавалась «Российская словесность и история Российской литературы» (И. И. Давыдов и С. П. Шевырёв).